# 位置传感器
位置传感器是可量測位置的传感器。它可分为绝对位置传感器和相对位置传感器（位移传感器）。根据测量变量的性质来分类，位置传感器可分为线性的、角度的和多轴的。
现有的位置传感器有：
- 电容式换能器（Capacitive transducer）
- 电容式位移传感器（英语：Capacitive displacement sensor）
- 涡流传感器（英语：Eddy-current sensor）
- 超声波换能器
- 光栅传感器（英语：Grating sensor）
- 霍尔效应传感器
- 感性非接触式位置传感器（英语：Inductive sensor）
- 激光多普勒测振仪（英语：Laser Doppler vibrometer）（光学）
- 线性可变差动变压器（英语：Linear variable differential transformer）（LVDT位移传感器）
- 多轴位移传感器（Multi-axis displacement transducer）
- 光电二极管阵列
- 压电换能器
- 电位器
- 接近传感器（光学）
- 位置編碼器
  - 絕對型編碼器（英语：Absolute encoder）
  - 增量型編碼器（英语：Incremental encoder）
  - 線性編碼器
  - 旋转编码器（角度）
- 地震位移感应（Seismic displacement pick-up）
- 拉线式电位器（英语：String potentiometer）（也被称作“拉线编码器”或者“拉线位置换能器”）
- 共聚焦色度传感器（Confocal chromatic sensor）